# Гудченко, Алексей Петрович
Алексей Петрович Гудченко (26.06.1921 — 07.11.1998) — советский учёный, соавтор метода Дарделла—Гудченко по определению содержания водорода в алюминиевых сплавах по первому пузырьку.
Окончил МАТИ им. К. Э. Циолковского и аспирантуру на кафедре «Технология литейного производства». Работал там же.
В 1950-х гг. вместе со своим руководителем профессором М. В. Шаровым разработал способ и установку для определения содержания водорода в алюминиевых и магниевых сплавах, которая получила широкое применение и в СССР, и за рубежом.
Кандидат технических наук (1952, тема диссертации «Изучение кинетики изменения газосодержания в алюминиевых сплавах в зависимости от их состава и некоторых методов обработки в жидком состоянии»). Профессор.
Публикации:
- Установка для определения содержания водорода в легких сплавах [Текст] / Канд. техн. наук А. П. Гудченко. — Москва : [б. и.], 1961. — 16 с. : схем.; 20 см. — (Выставка достижений народного хозяйства СССР/ М-во высш. и сред. спец. образования РСФСР. Моск. авиац. технол. ин-т).
- Изучение взаимодействия водорода с легкими сплавами в процессе плавления. / М. В. Шаров, А. П. Гудченко // Металлургические основы литья легких сплавов: Сб. Оборонгиз, 1957.
- А. П. Гудченко. Вопросы технологии литейного производства. Труды МАТИ, вып. 56. Изд-во «Машиностроение», 1963, с. 28—44.

Награждён Большой серебряной медалью ВДНХ (1962).